# برند اشنایدر
برند اشنایدر (به آلمانی: Bernd Schneider) (زادهٔ ۱۷ نوامبر ۱۹۷۳ در ینا، آلمان) بازیکن آلمانی سابق فوتبال است.
وی اغلب یک هافبک راست بود اگرچه در مرکز هم می‌توانست بازی کند.با نام مستعار "Schnix" و "برزیلی سفیدپوست(The White Brasilian)" 
او به خاطر مهارت و ضربات آزاد و کرنرهای دقیق معروف بود.اگرچه به ندرت یک بازیکن تمام‌کننده بود اما اشنایدر همچنین در جلوی دروازه و در نقش یک مهاجم هم مفید و کارآمد بود.

## زندگی ورزشی

### دوران باشگاهی
اشنایدر دوران حرفه‌ای بازی خود را در تیم محلی کارل زایس ینا آغاز کرد و در ادامه به این تیم از آلمان شرقی کمک کرد تا ۵ فصل پیاپی در دستهٔ دوم باقی بماند.نخستین حضور او به ۱۳ اوت ۱۹۹۱ باز می‌گردد که ۱۰ دقیقه در باخت ۳-۱ مقابل درام اشتادت بازی کرد.
سپس اشنایدر یک فصل را برای آینراخت فرانکفورت بازی کرد و بعد از آن به بایر لورکوزن پیوست و خود را به عنوان یک بازیکن حیاتی برای هر دو تیم باشگاهی و تیم ملی تثبیت کرد.
در فصل ۲۰۰۰-۱۹۹۹ و ۲۰۰۲-۲۰۰۱ اشنایدر نقش مهمی برای کسب عنوان‌های نایب قهرمانی در لورکوزن ایفا کرد.دادن ۱۱ پاس گل در فصل ۲۰۰۲-۲۰۰۱ لیگ قهرمانان اروپا و به ثمر رساندن ۵گل و ۱۹ حضور در تیمی که به فینال لیگ قهرمانان اروپا در سال ۲۰۰۲ رسید.
اشنایدر بیشتر یک موقعیت ساز بود تا یک تمام کننده، اشنایدر بیشترین گل زده در کارنامهٔ بازیگری خود را با ۱۰گل در فصل ۲۰۰۴-۲۰۰۳ رقم زد که عنوان بهترین هافبک گلزن در آن فصل را در کنار یوهان میکود از وردربرمن را از آن وی کرد؛ لورکوزن در آن فصل سوم شد و در میانه‌های فصل بعد اشنایدر ۳۱ ساله قرارداد خود را برای ۴ سال دیگر تمدید کرد.
بعد از ۲ فصل درخشان دیگر(۱۰گل و ۱۸پاس گل در۶۰بازی) مصدومیت‌های پیاپی برای اشنایدر شروع شد: اول ساق پا;و سپس کمر که باعث شد تقریباً تمام فصل ۲۰۰۹-۲۰۰۸ را گوشه‌نشین باشد.او تنها در ۱۶ می ۲۰۰۹ موفق به بازگشت به فوتبال شد و ۲۰ دقیقهٔ آخر بازی در برد خانگی ۵-۰ مقابل بوروسیا مونشن گلادباخ را بازی کرد.او کناره‌گیری از فوتبال خود را در بازی ماه بعد اعلام کرد.
در ۲۹ می ۲۰۰۹ نخستین باشگاه اشنایدرکارل زایس جنا او را به عنوان مشاور مربی باشگاه پیتر شریبر معرفی کرد.او همچنین به عنوان استعدادیاب باشگاه بایر لورکوزن از ماه ژوئن آغاز به کار کرد، بلافاصله پس از کناره‌گیری از بازیگری.

### دوران ملی
اشنایدر اولین بازی خود برای تیم ملی فوتبال آلمان را در جام کنفدراسیون‌های سال ۱۹۹۹ در برد ۲-۰ مقابل نیوزیلند و باخت با همان نتیجه در مقابل آمریکا آغاز کرد.از سال ۲۰۰۲ تا ۲۰۰۶ او یک بازیکن مهم و کلیدی تیم ملی به حساب می آمد، با بیش از ۱۰ بازی ملی در هر سال و نماد ملت آلمان در جام جهانی فوتبال ۲۰۰۲ که اولین گل ملی او را در برد عظیم آلمان در مقابل عربستان با نتیجهٔ ۸-۰ به ثمر رساند و در تمام بازی‌های تیم ملی تا بازی پایانی جام و کسب مقام نایب قهرمانی حضور داشت، جام ملت‌های اروپا ۲۰۰۴ و جام جهانی فوتبال۲۰۰۶ که به واسطهٔ مصدومیت و غیبت میشاییل بالاک، اشنایدر افتخار کاپیتانی تیم ملی کشورش در بازی افتتاحیه برد ۴-۲ در مقابل کاستاریکا را بر عهده داشت و در تمام بازی‌های تیم ملی آلمان در آن جام از ابتدای بازی در ترکیب تیم قرار داشت و بازی کرد.
اشنایدر از ترکیب تیم ملی در جام ملت‌های اروپا۲۰۰۸ به دلیل انجام عمل جراحی برای ترمیم دیسک کمر جابجا شده کنار گذاشته شد.او 81 بازی ملی در نزدیک به 10سال حضور در تیم ملی آلمان از خود برجای گذاشت.

## افتخارها

### باشگاهی
- بایرن لورکوزن
  - لیگ قهرمانان اروپا: نائب قهرمان ۲۰۰۲-۲۰۰۱
  - لیگ آلمان: نائب قهرمان ۲۰۰۲-۲۰۰۱ ؛ ۲۰۰۰-۱۹۹۹
  - جام جذفی آلمان : نائب قهرمان ۲۰۰۲-۲۰۰۱ ؛ ۲۰۰۹-۲۰۰۸

### ملی
- تیم ملی آلمان
  - جام کنفدراسیون ها: سوم ۲۰۰۵
  - جام جهانی فوتبال: سوم ۲۰۰۶؛ نائب قهرمان ۲۰۰۲